# Павлов, Фёдор Павлович (композитор)
Фёдор Па́влович Па́влов (13(25) сентября 1892, Богатырево, Чебаевская волость, Ядринский уезд, Казанская губерния — 2 июня 1931, Сочи, Северо-Кавказский край) — чувашский поэт, драматург, композитор, дирижёр, общественно-политический деятель и организатор в сфере культуры, один из основоположников чувашской драматургии и профессиональной музыки.

## Биография
Федор Павлов родился (13(25) сентября 1892 года в семье крестьянина-середняка села Богатырево Чебаевской волости Ядринского уезда Казанской губернии (ныне Цивильского района Чувашской АССР).
Мальчик очень рано научился читать. Осенью 1901 года он поступает в среднее отделение Богатыревского земского училища.
Рано пробудилась в нём любовь к музыке и песне. Отец его, Павел Степанович, был хорошим певцом и танцором, играл на гуслях и знал много народных песен.
Во время первой русской революции Федор Павлов проходил обучение в Икковском двухклассном училище Чебоксарского уезда. Проявлял большое усердие и тягу к музыке, литературе и драматургии.
Окончив Икковское училище, поехал учиться в Симбирскую чувашскую учительскую школу. Обучался с сентября 1907 года по май 1911 года, получил литературное и музыкальное образование.
С августа 1911 года по сентябрь 1913 года Павлов, будучи учителем музыки Симбирской школы, записывает чувашские народные песни, обрабатывает их. Следует упомянуть оригинальные сочинения в области инструментальной и вокально-симфонической музыки: «Чӳк» (Моление чуваш) и «Вӑйӑ» (Хоровод).
Знаменательным событием стала постановка в Симбирской чувашской школе отдельных сцен из оперы М. Глинки «Иван Сусанин», осуществленную воспитанниками и преподавателями в феврале 1913 года. Главные партии исполняли Ф. Павлов (Сусанин). К. Эсливанова (Антонида), В.Дубровин (Собинин).
Изучая теоретически и практически русскую и зарубежную музыкальную классику, Павлов все чаще задумывался о путях создания чувашской профессиональной музыки.
Творческая дружба связывала его с поэтом-демократом К. Ивановым. Жизненной мечтой обоих было создание чувашской оперы.
Не имея возможности учиться в специальном музыкально-учебном заведении, Павлов поступил в сентябре 1913 г. в Симбирскую духовную семинарию. В мае 1916 г. он оканчивает духовную семинарию, служит псаломщиком. Впоследствии он работает преподавателем Кошлоушского, а затем — Балдаевского земских начальных училищ Ядринского уезда. 1 (4) августа 1917 г. Чебоксарское уездное собрание избирает Павлова мировым судьей и он с семьей переезжает в с. Акулево Чебоксарского уезда.
Осенью 1917 года с бывшим учителем Анаткасинской трудовой школы М. Н. Назаровым Павлов организовал в Акулеве добровольную передвижную художественную труппу. Четырёхголосный хор исполняет революционные песни, русские и чувашские народные песни, обработанные Павловым.
Творческая труппа ставила драмы Н. Гоголя («Женитьба», «Ревизор»), пьесы А. Островского и инсценировки А. Чехова, выводят на суд зрителей первые драматические произведения чувашских авторов.
Собирая народные песни, Павлов обрабатывает их для многоголосного хора. В 1917—1918 гг. рождаются гармонизации и обработки, написанные для хора учителей Акулевской волости: «Шупашкар туйи», «Хӑйматлӑх юрри», «Олту», «Чӗнтӗрлӗ кӗпер», «Вӑрман витӗр», «Сап-сар кӗрек». В эти же годы Павлов создает одну из лучших своих песен «Вӗлле хурчӗ» (Пчелка) на собственный текст, написанный ещё в Симбирске. Здесь же была создана также одна из первых чувашских песен на советскую тему — «Чухӑнсен юрри» (Песня бедняков), текст сочинил сам композитор.
В 1919 г. Павлов закончил первую оригинальную чувашскую комедию «Сутра» (На суде). Первая редакция пьесы была показана в 1918 г. Акулевской передвижной труппой.
В марте 1919 г. Павлов работает в Сятракасинской школе I ступени, затем в уездном отделе народного образования заместителем заведующего отделом. В октябре того же года он был переведён инструктором искусств Чувашской секции. С образованием Чувашской автономной области (1920 г.) Фёдор Павлович переезжает из Казани в Чебоксары.
Много работал над организацией в Чувашии системы музыкального образования. 14 ноября 1920 г. в Чебоксарах открылась музыкальная школа. Ф. П. Павлов, В. П. Воробьев, С. Ф. Иванов, Е. М, Сиверс были в ней первыми преподавателями.
В то же время Павлов руководит музыкальной секцией областного отдела народного образования, преподаёт пение и музыку на педагогических курсах, являясь членом Общества изучения местного края и членом-корреспондентом Центрального бюро краеведения при Российской Академии наук активно участвует в работе научно-исследовательских учреждений Чувашии и Москвы в качестве.
Занимался организацией концертного дела в Чебоксарах: здесь были сформированы чувашский хор, концертная группа и салонный оркестр при чувашском театре.
В 1929 г. в Чебоксарах открывается музыкальный техникум (позже — музыкальное училище им Ф. П. Павлова).
в 1930 г. Павлов поступает на композиторское отделение Ленинградской государственной консерватории им. Н. А. Римского-Корсакова. Здесь он создает новые песни, работает над симфониеттой.
В возрасте 39 лет, 2 июня 1931 года в одном из сочинских санаториев Павлов скончался. Похоронен на городском кладбище в Сочи.

## Общественная работа
Будучи разносторонним художником, Павлов в то же время продолжает работу в системе юстиции. Он выбирается членом Президиума Чувашского областного Совнарсуда, членом Гражданского отдела и коллегии защитников при Главсуде ЧАССР, работает юрисконсультом Наркомзема и ЦИК Чувашской республики.

## Произведения, теоретические работы, статьи
- Сборник детских песен и игр — «Ача-пӑча сасси» (Голос детворы, 1921).
- «Ялта» (В деревне, 1922)
- Для хора: «Туй юрри» (Свадебная), «Тӳттӗл» («Тютель»)
- Сборник «Сарнай» (1924)
- «Речитативы в чувашской народной музыке» (1923)
- «Чӑваш музыки» (Чувашская музыка) (1923)
- «Хитре» (Прекрасное) (1923)
- Библиографии по чувашской музыке, статьи «Чӑваш кӗсли» (Чувашские гусли), «Чараннă сасӑ» (Замолкнувший голос)
- Очерки «Чуваши и их песенное и музыкальное творчество».
- «Ҫырмари юрӑ» (Овражная песня), статья.
- «Сарнай и палнай» — симфония.